# Dawid Wdowiński
Dawid Wdowiński (Będzin, 25 febbraio 1895 – 1970) è stato un neurologo e psichiatra polacco, membro dell'organizzazione ebraica di destra Hatzohar e, secondo alcune fonti, uno dei fondatori e presidente del ŻZW. Fu tra i leader che guidarono la rivolta del ghetto di Varsavia.

## Biografia
Wdowiński nacque a Będzin nel 1895 da Jezajasz Wdowiński e Maria Pałasznicka. 
Durante il ventennio tra la prima e la seconda guerra mondiale fu presidente del Partito Polacco Sionista dell’Organizzazione dei Revisionisti (in polacco Polska Partia Syjonistyczna Organizacji Rewizjonistów).
Insieme ad alcuni ex ufficiali delle forze armate polacche di origine ebraica e agli attivisti politici ebrei Dawid Moryc Apfelbaum, Józef Celmajster, Henryk Lifszyc, Kałmen Mendelson, Paweł Frenkel e Leon Rodal, diede vita nel 1939 all'organizzazione clandestina ŻZW (Żydowski Związek Wojskowy, "Unione Militare Ebraica").
Dawid Apfelbaum, Paweł Frenkel e Leon Rodal morirono nel corso della rivolta del ghetto di Varsavia. 
Wdowiński fu probabilmente l’ultimo comandante del ŻZW e, con Marek Edelman della ŻOB (Żydowska Organizacja Bojowa, "Organizzazione ebraica di combattimento"), uno dei due comandanti della rivolta che sopravvissero alla guerra. 
A seguito della rivolta fu deportato a Lublino e poi internato nel campo di lavoro forzato di Budzyń. Sopravvisse alla guerra ed emigrò negli Stati Uniti. 
Nel 1961 fu uno dei testimoni durante il processo a Adolf Eichmann a Gerusalemme.
Nel 1963 a New York, negli Stati Uniti d’America, fu pubblicato il suo libro And we are not saved, nel quale Wdowiński racconta la verità sulla partecipazione del ŻZW alla rivolta del ghetto di Varsavia.
Wdowiński morì nel 1970 a causa di un arresto cardiaco, proprio durante la commemorazione della rivolta del ghetto di Varsavia.